# Élections municipales mauritaniennes de 2018
Les élections municipales mauritaniennes de 2018 se déroulent le 1er septembre 2018 afin de pourvoir pour cinq ans les membres des 216 conseils municipaux de Mauritanie. Des élections régionales et législatives ont lieu simultanément.

## Mode de scrutin
Les 216 conseils municipaux de Mauritanie sont composées de 9 à 21 sièges en fonction de la population de chaque commune. Leurs membres sont élus pour cinq ans selon un mode de scrutin mixte mêlant représentation proportionnelle et système à deux tours à finalité majoritaire. Si au premier tour une liste remporte la majorité absolue (50 % +1) des voix, les sièges sont répartis entre toutes les listes selon la méthode dite du plus fort reste, qui avantage les petites listes. À défaut, les deux listes arrivés en tête au premier tour s'affrontent lors d'un second, et les sièges sont répartis entre elles seules proportionnellement au nombre de suffrages recueillis au second tour sur la base du quotient électoral.

## Résultats
Selon la Commission électorale, l'Union pour la République (UPR) aurait remportée la majorité au premier tour dans 108 des 219 municipalités
Au second tour, l'UPR porte son total à 162 municipalités
|                           | Union pour la République (UPR)                                  |           |     |           |  |     |  |  |               |  |  |  |  |  |  |
|                           | Front national pour la démocratie et l’unité (FNDU)             |           |     |           |  |     |  |  |               |  |  |  |  |  |  |
|                           | Rallye national pour la réforme et le développement (TAWASSOUL) |           |     |           |  |     |  |  |               |  |  |  |  |  |  |
|                           | Alliance progressiste populaire (PSJN)                          |           |     |           |  |     |  |  |               |  |  |  |  |  |  |
|                           | Parti du sursaut de la jeunesse pour la Nation (PSJN)           |           |     |           |  |     |  |  |               |  |  |  |  |  |  |
|                           | Parti de l'entente démocratique et sociale (El Wiam)            |           |     |           |  |     |  |  |               |  |  |  |  |  |  |
|                           | Union pour la démocratie et le progrès (UDP)                    |           |     |           |  |     |  |  |               |  |  |  |  |  |  |
|                           | Alliance pour la justice et la démocratie (AJD)                 |           |     |           |  |     |  |  |               |  |  |  |  |  |  |
|                           | Rassemblement des forces démocratiques (RFD)                    |           |     |           |  |     |  |  |               |  |  |  |  |  |  |
|                           | Autres partis                                                   |           |     |           |  |     |  |  |               |  |  |  |  |  |  |
|                           | Indépendants                                                    |           |     |           |  |     |  |  |               |  |  |  |  |  |  |
|                           |                                                                 |           |     |           |  |     |  |  |               |  |  |  |  |  |  |
| Suffrages exprimés        |                                                                 |           |     |           |  |     |  |  |               |  |  |  |  |  |  |
| Votes blancs et invalides |                                                                 |           |     |           |  |     |  |  |               |  |  |  |  |  |  |
| Total                     | Total                                                           |           | 100 |           |  | 100 |  |  | en stagnation |  |  |  |  |  |  |
| Abstentions               |                                                                 |           |     |           |  |     |  |  |               |  |  |  |  |  |  |
| Inscrits / participation  | Inscrits / participation                                        | 1 400 663 |     | 1 400 663 |  |     |  |  |               |  |  |  |  |  |  |